# René (dokumentarfilm)
|  | Denne artikel er oprettet af botten Steenthbot ud fra en ekstern database. Den kan derfor have sproglige fejl eller mangler. Denne skabelon kan fjernes efter kontrol af indholdet. |

René er en dansk dokumentarfilm fra 2003 instrueret af Ida Grøn.

## Handling
En kort dokumentar om den tidligere narkoman og alkoholiker, René, der fandt et nyt liv og drug i Gud.